# 索維齊亞河 (普魯特河支流39公里)
索維察河（烏克蘭語：Совиця），是烏克蘭西南部的河流，屬於普魯特河的支流。該河流經切爾尼夫齊州的切爾尼夫齊區，河道全長39公里，流域面積230平方公里。